# روزين كوليف
روزين كوليف (بالبلغارية: Росен Колев)‏ هو لاعب كرة قدم بلغاري في مركز الدفاع، ولد في 4 يوليو 1990 في صوفيا في بلغاريا. شارك مع منتخب بلغاريا تحت 21 سنة لكرة القدم. أما مع النوادي، فقد لعب مع سسكا صوفيا ونادي بوتيف بلوفديف ونادي تشيرنو مور فارنا ونادي فولغا نيجني نوفغورود.

## وصلات خارجية
- روزين كوليف على موقع الاتحاد الأوربي (الإنجليزية)
- روزين كوليف على موقع قاعدة بيانات كرة القدم.إي يو (الإنجليزية)
- روزين كوليف على موقع Soccerway.com (الإنجليزية)